# Funny Games
Funny Games (bra: Violência Gratuita; prt: Brincadeiras Perigosas) é um filme de suspense de 1997, escrito e dirigido por Michael Haneke sobre uma família em férias em uma casa a beira de um lago é surpreendida por dois jovens psicopatas. O filme foi inscrito no Festival de Cannes 1997. No Brasil, foi apresentado na Mostra Internacional de Cinema de São Paulo.

## Enredo
O filme começa com uma família indo passar férias numa casa de veraneio à beira de um lago na Áustria. A família é formada por Georg, Anna, o filho Georgie e o cachorro Rolfi. Antes de chegarem ao local, eles passam pela casa do amigo Fred, na presença de dois jovens, Peter e Paul. Fred diz que um deles é filho de um amigo e responde de forma apática às perguntas de Anna.
Logo depois, Peter bate à porta da família, pedindo alguns ovos. Aparentemente sem querer, ele derruba os ovos e danifica o celular da família, deixando Anna irritada. Paul logo chega em busca dos ovos e também demonstra comportamento estranho. Anna e Georg insistem que os dois saiam, mas eles logo revelam suas reais intenções: inutilizam uma perna de Georg com um taco de golfe e exibem o cadáver de Rolfi, que Paul havia matado antes. A dupla começa então uma série de jogos e brincadeiras sádicas para causar dor e sofrimento à família. Eles inclusive apostam que os membros não estarão vivos até as 9h do dia seguinte.
Em dado momento, amigos da família chegam ao pequeno cais da residência, mas Anna esconde o ocorrido, sob ameaças de Paul, sugerindo que a atitude apática de Fred e sua família no início do filme era devido à presença dos dois psicopatas. Quando anoitece, Georgie eventualmente consegue fugir para a casa de Fred, onde encontra a família dele morta. Quando Paul o encontra, ele tenta atingí-lo com um tiro de espingarda, mas não consegue por não saber manuseá-la. Paul logo retorna à casa com Georgie e Peter sorteia numericamente alguém para morrer. Enquanto as câmeras mostram Paul na cozinha fazendo um sanduíche, Peter executa Georgie com um tiro na cabeça. Depois disso, ambos deixam o casal e vão embora.
Georg e Anna lamentam a perda do filho, mas se recompõem para sobreviver. Como Georg mal consegue ficar de pé, Anna foge pelas ruas em busca de ajuda, enquanto o marido fica na casa tentando consertar o celular. Anna acaba sendo recapturada pela dupla e trazida de volta à casa, onde eles matam Georg. Na manhã seguinte, a dupla leva Anna amarrada para um passeio de barco. Aproximadamente às 8h, eles a jogam na água para que ela morra afogada, vencendo portanto a aposta. A dupla então ancora o barco no cais da casa dos amigos que visitaram a família anteriormente. Paul pede alguns ovos e o filme termina com ele olhando para a câmera, deixando implícito que o ciclo de psicopatia dos dois recomeçará.[carece de fontes?]

## Elenco
- Susanne Lothar  ... Anna
- Ulrich Mühe ... Georg
- Arno Frisch ... Paul
- Frank Giering ... Peter
- Stefan Clapczynski ... Schorschi
- Doris Kunstmann ... Gerda
- Christoph Bantzer ... Fred
- Wolfgang Glück ... Robert
- Susanne Meneghel ... Gerdas Schwester
- Monika Zallinger ... Eva

## Recepção
Quando exibido pela primeira vez no Festival de Cannes 1997 um terço do público já havia saído no final do filme. No agregador de críticas Rotten Tomatoes, que categoriza as opiniões apenas como positivas ou negativas, o filme tem um índice de aprovação de 69% calculado com base em 36 comentários dos críticos que é seguido do consenso: "Imagens violentas e provocações contundentes do público compõem este experimento niilista de um dos cineastas mais difíceis do cinema". Já no agregador Metacritic, com base em 10 opiniões de críticos que escrevem em maioria para a imprensa tradicional, o filme tem uma média aritmética ponderada de 69 entre 100, com a indicação de "revisões geralmente favoráveis".

## Refilmagem
Em 2008 foi realizada uma refilmagem em inglês, com elenco quase totalmente estadunidense, dirigida pelo próprio Michael Haneke.